# Afer Don Pacifico
L'Afer Don Pacifico Affair va ésser provocat per un jueu portuguès, nomenat David Pacifico (conegut com a Don Pacifico), que era comerciant i el cònsol portuguès a Atenes durant el regnat del Rei Otó I de Grècia. Pacifico va nàixer a Gibraltar, una possessió britànica. Era per això tècnicament un tema britànic. El 1847 una turba antisemítica que incloïa els fills d'un ministre del govern va atacar i robar la casa de Don Pacifico a Atenes mentre la policia observava sens fer res. El 1848, després que Pacifico hagués apel·lat en va al govern grec per a la compensació per les seves pèrdues, va portar la qüestió a l'atenció del govern britànic.
El Secretari d'Afers Exteriors britànic Palmerston, un defensor de la Guerra d'independència de Grècia 1828-1829, va ordenar una acció decisiva en suport de Pacifico enviant un esquadró de la Royal Navy a l'Egeu el 1850, per apoderar-se de vaixells i propietats grecs equivalents en valor a les reclamacions de Pacifico. L'esquadró finalment va bloquejar el port del Pireu, el port principal de la capital, Atenes.
Grècia era un estat sota la protecció conjunta del Regne Unit, França i Rússia i la imposició del bloqueig va provocar un conflicte diplomàtic entre la Gran Bretanya, per una banda, i França i Rússia per l'altre. França i Rússia objectaven el bloqueig i l'ambaixador francès a Londres va ésser cridat a consultes a Paris. L'afer també va provocar danys considerables a la reputació del rei Otó I de Grècia a Atenes. El bloqueig va durar dos mesos i l'afer va acabar només quan el govern grec va acceptar compensar Pacifico.
El Parlament britànic va seguir l'afer amb una intensitat considerable. Després d'un debat memorable el 17 de juny, de 1850, un vot de la Cambra dels Lords va condemnar la política de Palmerston. John Arthur Roebuck va portar la Cambra dels Comuns del Regne Unit a revocar la condemna el 29 de juny. Palmerston va fer un discurs famós de cinc hores en el qual va procurar de justificar no només les seves reclamacions al govern grec per a Don Pacifico, sinó tota la seva gestió en política exterior. "Com el romà, en dies d'altre temps, es mantenia lliure d'indignitat, quan podia dir, "Civis Romanus sum" [Sóc un ciutadà romà], així també un ciutadà britànic, a qualsevol lloc, se sentirà segur que l'ull atent i el braç fort d'Anglaterra el protegiran de la injustícia i el mal".